# Шукаев, Алексей Борисович
Алексей Борисович Шукаев — гвардии рядовой Вооружённых Сил Российской Федерации, участник антитеррористических операций в период Второй чеченской войны, погиб при исполнении служебных обязанностей во время боя 6-й роты 104-го гвардейского воздушно-десантного полка у высоты 776 в Шатойском районе Чечни.

## Биография
Алексей Борисович Шукаев родился 24 октября 1963 года в посёлке Ура-Губа Кольского района Мурманской области в семье военнослужащего. В детском возрасте переехал с семьёй в город Остров Псковской области, куда по службе был переведён его отец. Окончил среднюю школу, затем профессиональное училище № 8 во Пскове. Срочную службу проходил в составе частей Ракетных войск стратегического назначения на территории Сумской области Украинской ССР. Демобилизовавшись, поступил на службу в органы внутренних дел СССР. Участвовал в ликвидации последствий аварии на Чернобыльской атомной электростанции, землетрясений в Средней Азии, восстановлении правопорядка во время национальных волнений в союзных республиках, Первой чеченской войне. 6 сентября 1999 года Шукаев на контрактной основе поступил на службу в Вооружённые Силы Российской Федерации Островским объединённым городским военным комиссариатом Псковской области. После прохождения переподготовки был направлен для дальнейшего прохождения службы в 6-ю роту 104-го гвардейского воздушно-десантного полка на должность старшего стрелка.
С началом Второй чеченской войны в составе своего подразделения гвардии рядовой Алексей Шукаев был направлен в Чеченскую Республику. Принимал активное участие в боевых операциях. Так, 9 февраля 2000 года при его активном участии было отражено нападение боевиков на колонну автомашин. 17 февраля 2000 года он лично уничтожил несколько сепаратистов, пытавшихся прорваться из окружения. С конца февраля 2000 года его рота дислоцировалась в районе населённого пункта Улус-Керт Шатойского района Чечни, на высоте под кодовым обозначение 776, расположенной около Аргунского ущелья. 29 февраля — 1 марта 2000 года десантники приняли здесь бой против многократно превосходящих сил сепаратистов — против всего 90 военнослужащих федеральных войск, по разным оценкам, действовало от 700 до 2500 боевиков, прорывавшихся из окружения после битвы за райцентр — город Шатой. Вместе со всеми своими товарищами он отражал ожесточённые атаки боевиков Хаттаба и Шамиля Басаева, не дав им прорвать занимаемые ротой рубежи. В том бою гвардии рядовой Алексей Шукаев был убит. Погибли также ещё 83 его сослуживца.
Похоронен на кладбище города Острова Псковской области.
Указом Президента Российской Федерации гвардии рядовой Алексей Борисович Шукаев посмертно был удостоен ордена Мужества.

## Память
- Бюст Шукаева установлен в городе Острове Псковской области[3].